# 安澄純
安澄 純（あずみ じゅん、10月25日 - ）は、日本の男性声優、俳優、ナレーター、DJ。長野県出身。血液型はA型。

## 出演

### テレビアニメ
2003年
- 明日のナージャ（警官）
- 金色のガッシュベル!!（来園客、ブリザード・シング、ワンダフル・トゥ・ザ・フューチャー、ランス、他）
- デジモンフロンティア（男）

2004年
- ふたりはプリキュア（サッカー部員）

2006年
- エア・ギア（きつね）
- デジモンセイバーズ（リボルモン）
- 働きマン（記者A、伊藤）
- ふたりはプリキュア Splash Star（二階堂直人）

### 劇場アニメ
- 映画 Yes!プリキュア5 鏡の国のミラクル大冒険!（2007年、テーマパークの客）

### ゲーム
- 金色のガッシュベル!! 激闘!最強の魔物達（2004年、ランス）
- 龍が如く（2005年）
- 金色のガッシュベル!! Golden Memories（2019年、ランス[2]）

### ドラマCD
- Yes!プリキュア5 パルミエ王国の二人の王子

### OVA
2004年
- おジャ魔女どれみナ・イ・ショ（TVスタッフ）

### ラジオ
- カレー定食ぜんぶ乗せっ!（前田愛美と）
- あのぅ、隣、いいですか!?（アキバBBチャンネル：2012年2月2日 - ）[3]

### テレビドラマ
- 仮面ライダーウィザード 第11話、（2012年 テレビ朝日）木崎の部下

### WEBドラマ
- 時の源（藤澤忍）
- からふるショップ 〜家電量販店へようこそ!〜（岡光一也）